# Найважливіша подія з тих пір, як людина ступила на Місяць
«Найважливіша подія з тих пір, як людина ступила на Місяць» — французько-італійська кінокомедія 1973 року, знятий режисером Жаком Демі, з Катрін Денев і Марчелло Мастроянні у головних ролях.

## Сюжет
Паризький власник автошколи йде до лікаря та скаржиться на відчуття запаморочення та нудоти. Лікарі кажуть, що він вагітний, і навколо нього починається справжнісіньке божевілля.

## У ролях
- Катрін Денев: Ірен де Фонтенуа
- Марчелло Мастроянні: Марко Мазетті
- Мішлен Пресле: доктор Делавінь
- Маріса Паван: Марія Мазетті
- Клод Мелкі: Люсьєн Сумен
- Мірей Матьє: грає саму себе
- Андре Фалькон: Сципіон Леме
- Моріс Біро: Ламарі, асистентка Сципіона
- Аліса Сапріч: Рамона Мартінес
- Раймон Жером: професор Жерар Шомон де Латур
- Мадлен Барбюле: мадмуазель Жанв'є
- Мішлен Дакс: мадам Корфа, клієнтка салону
- Бенжамен Легран: Лукас
- Жак Леграс: Лебоф, продавець телевізорів
- Тоні Маршалл: ведуча Бобіно
- Марі-Франс Міньяль: Жанін, перукарка
- Мішель Моретті: Жину, подруга Ірен
- Домінік Варда: Сара, перукарка
- Ів Барсак: агент з нерухомості
- Філіпп Бувар: грає самого себе
- Міріам Буайє: Нінон Барбо
- Монік Мелінан: мадам Соленнель
- Андре Тейнсі: Кларисса де Сен-Клер, клієнтка салону
- Елізабет Тейсьє: асистентка професора Шомона
- Серж Беррі: епізод
- Кадін Констан: Мод Бутон, клієнтка салону
- Жан-Мішель Дежон: грає самого себе
- Деніз Глейзер: грає самого себе
- Жанна Гарден: мадам Широн, прибиральниця
- Люсьєн Легран: клієнтка салону
- Робер Ролліс: Жермен Компен, працівник сцени Бобіно
- П'єр Лепру: власник бістро
- Клеман Мішу: пан Нанті
- Карло Нелл: сутенер
- Анрі Пуар'є: мсьє Бертьє
- Роже Сальтель: грає самого себе
- Жанін Сушон: відвідувачка салону
- Жан-Франсуа Віміль: один з друзів Жину
- Марітен: Жан-Франсуа Сертьє
- Бернар Шарлан: Фердинанд Делабу
- Патрік Данон: грає самого себе
- Даніель Дюру: дівчина в бістро
- Жак Феррьєр: агент
- Дані Жаке: епізод
- Макс Поляков: епізод
- Марсель Гассук: вагітна робітниця
- Соня Сав'янж: відвідувачка салону
- Алікс Мах'є: клієнтка салону
- Міріам Мезьєр: рудоволоса візажистка в рекламі
- Клодін Беккарі: глядачка в Бобіно

## Знімальна група
- Режиссер: Жак Демі
- Сценарист: Жак Демі
- Продюсер: Генрі Браум
- Оператор: Андреас Віндінг
- Композитор: Мішель Легран